# (1811) Bruwer
(1811) Bruwer – planetoida z grupy pasa głównego planetoid okrążająca Słońce w ciągu 5 lat i 209 dni w średniej odległości 3,14 au Została odkryta 24 września 1960 roku w Obserwatorium Palomar w programie Palomar-Leiden-Survey przez Cornelisa i Ingrid van Houtenów oraz Toma Gehrelsa. Nazwa planetoidy pochodzi od Jacobusa Albertusa Bruwera, południowoafrykańskiego astronoma. Przed nadaniem nazwy planetoida nosiła oznaczenie tymczasowe (1811) 4576 P-L.